# Ailsa Craig (Ontario)
Ailsa Craig ist eine Stadt im Westen Ontarios, am Ausable River gelegen.
Ailsa Craig ist Teil des Bezirks North Middlesex im County Middlesex. 2001 wurden die Städte und Kommunen East Williams, West Williams und McGillivray sowie The Town of Parkhill und Village of Ailsa Craig zusammengelegt und in North Middlesex umbenannt. Zusammen beträgt die Einwohnerzahl 6.658 (2011).
Earl Ross (1941–2014) wurde in Ailsa Craig geboren und lebte dort. Er gewann 1974 als erster Nicht-US-Amerikaner ein NASCAR Winston-Cup-Rennen.

## Daten
- Arbeitslosenzahl (1996): 1,8 %
- Anzahl ausländischer Einwohner (1996): 8,9 %